# Quận Huntingdon, Pennsylvania
Quận Huntingdon là một quận trong tiểu bang Pennsylvania, Hoa Kỳ. Quận lỵ đóng ở Huntingdon. Theo điều tra dân số năm 2000 của Cục điều tra dân số Hoa Kỳ, quận có dân số 45.913 người.
Quận được lập ngày 20/9/1787 từ một phần quận Bedford.

## Địa lý
Theo Cục điều tra dân số Hoa Kỳ, quận có diện tích 2302 kilômét vuông, trong đó có 39 km2 là diện tích mặt nước.